# Brüggen (Bassa Sassonia)
Brüggen è una frazione del comune tedesco di Gronau (Leine), in Bassa Sassonia.
Brüggen costituì un comune autonomo fino al 1º novembre 2016..